# الدين في نيبال
توزع الأديان في نيبال (2011)
تعد نيبال دولة هندوسية في المقام الأول ولكنها تتميز بتنوعها وغناها الديني والثقافي والإثني واللغوي حيث تنتشر في البلاد الكثير من الأديان والثقافات منذ قديم الزمان. نيبال هي الدولة الهندوسية الأكثر تديناً في جميع أنحاء العالم، حيث تتركز معظم مراكز الحج الهندوسية المهمة في هذا البلد. يُعدُّ شيفا الإله الحارس لنيبال. وينص الدستور النيبالي على أن نيبال هي دولة علمانية ذات نظام ديمقراطي تفصل شؤون ومعتقدات الدين عن الدولة والإدارة والسياسة. ويتوزع الدين الهندوسية 81.3% والبوذية 9% والإسلام 4.4% والكيرات موندهوم 3% والمسيحية 1.4% وآخرين 0.9%.
حرية الدين مكفولة أيضًا بموجب الدستور النيبالي، ولكن يحظر القانون التحويل القسري (الاستخدام المباشر أو غير المباشر للمال) إلى الديانات الأخرى من الهندوسية، ولكن يمكن لأي شخص تغيير دينه وفقًا لتقديره الخاص. احتج القوميون مؤخرًا على العلمانية ويريدون العودة إلى الدولة الهندوسية الدينية.